# Hannah Hardaway
Hannah Hardaway (ur. 10 grudnia 1978 w Concord} – amerykańska narciarka dowolna. Najlepszy wynik na mistrzostwach świata osiągnęła podczas mistrzostw w Whislter, gdzie zajęła 14. miejsce w jeździe po muldach. Zajęła także piąte miejsce w tej samej konkurencji na igrzyskach olimpijskich w Salt Lake City. Najlepsze wyniki w Pucharze Świata osiągnęła w sezonie 2001/2002, kiedy to zajęła trzecie miejsce w klasyfikacji generalnej i drugie miejsce w klasyfikacji jazdy po muldach. W sezonie 2000/2001 zajęła siódme miejsce w klasyfikacji generalnej, a w klasyfikacji jazdy po muldach była trzecia.
W 2002 r. zakończyła karierę.

## Osiągnięcia

### Igrzyska olimpijskie
| Miejsce | Dzień    | Rok  | Miejscowość    | Konkurencja      | Zwycięzca |
| ------- | -------- | ---- | -------------- | ---------------- | --------- |
| 5.      | 9 lutego | 2002 | Salt Lake City | Jazda po muldach | Kari Traa |

### Mistrzostwa świata
| Miejsce | Dzień       | Rok  | Miejscowość | Konkurencja      | Zwycięzca |
| ------- | ----------- | ---- | ----------- | ---------------- | --------- |
| 14.     | 19 stycznia | 2001 | Whistler    | Jazda po muldach | Kari Traa |
| 17.     | 21 stycznia | 2001 | Whistler    | Muldy podwójne   | Kari Traa |

### Puchar Świata

#### Miejsca w klasyfikacji generalnej
- sezon 1995/1996: 74.
- sezon 1996/1997: 53.
- sezon 1997/1998: 87.
- sezon 1998/1999: 55.
- sezon 1999/2000: 44.
- sezon 2000/2001: 7.
- sezon 2001/2002: 3.

#### Miejsca na podium
1. Deer Valley – 7 stycznia 2001 (muldy) – 1. miejsce
2. Sunday River – 28 stycznia 2001 (muldy) – 3. miejsce
3. Iizuna – 11 lutego 2001 (muldy) – 2. miejsce
4. Himos – 11 marca 2001 (muldy) – 1. miejsce
5. Tignes – 1 grudnia 2001 (muldy) – 2. miejsce
6. Oberstdorf – 6 stycznia 2002 (muldy) – 2. miejsce
7. Saint-Lary – 12 stycznia 2002 (muldy) – 3. miejsce
8. Lake Placid – 19 stycznia 2002 (muldy) – 2. miejsce

- W sumie 2 zwycięstwa, 4 drugie i 2 trzecie miejsca.